# Staatstheater Darmstadt
Das Staatstheater Darmstadt ist ein Vierspartenhaus mit Oper, Tanz, Schauspiel und Konzertwesen.
Intendant ist seit der Spielzeit 2014/15 Karsten Wiegand. Träger des Staatstheaters Darmstadt ist das Land Hessen. Die Stadt Darmstadt ist nach Maßgabe des Theatervertrages vom 24. November 1971 in seiner jeweils gültigen Fassung mit einem Betriebskostenzuschuss von 48 % beteiligt.

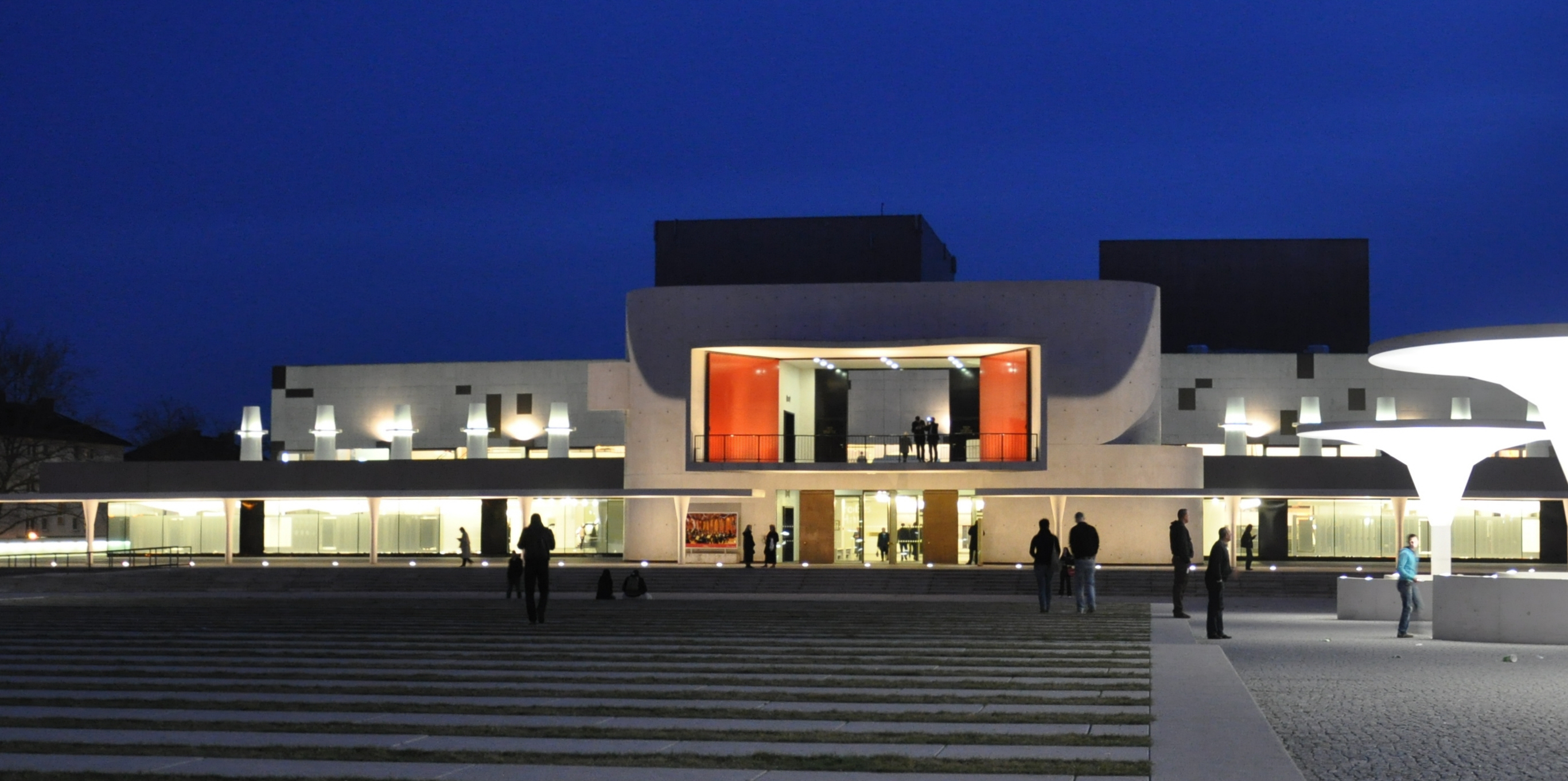
Staatstheater Darmstadt, Eingangsfront (2011)

## Bühnen
Im Großen Haus, das hauptsächlich von der Oper bespielt wird, stehen 956 Sitzplätze sowie 8 Plätze in der Behinderten-Loge zur Verfügung. Das Kleine Haus, in dem vorwiegend Schauspiel- und Tanzvorstellungen gegeben werden, hat 482 Sitze und ebenfalls 8 Plätze in der Behinderten-Loge. Seit der Sanierung gibt es außerdem die Kammerspiele mit 120  Sitzplätzen. In der Bar vor den Kammerspielen finden etwa 60 Personen Platz, die hier während einer kleineren Vorstellung auch etwas trinken können.

## Theaterbetrieb
Das Staatstheater Darmstadt hat mehr als 500 Mitarbeiter. Jedes Jahr werden etwa 40 Stücke in verschiedenen Sparten neu inszeniert. In der Spielzeit 2007/08 erhielt das Staatstheater Darmstadt 26,4 Millionen Euro öffentlicher Mittel und konnte 3,9 Millionen Euro einnehmen. In der Saison 2009/10 kamen etwa 260.000 Zuschauer. 2012/13 waren es etwa 224.000 Besucher, was einer Auslastung von 75 Prozent entsprach. Für 2019 berichtete das Haus von 265.000 Besuchern, einer Auslastung von 78 Prozent und Einnahmen von 4,43 Millionen Euro durch den Kartenverkauf. In der Spielzeit 2022/23 lag die Auslastungsquoten über 82 Prozent, die Gesamtmenge der verkauften Karten war 162.000, bedingt durch die renovierungsbedingte Schließung des Kleinen Hauses.

## Geschichte und Bauwerk
Das Staatstheater feierte in der Saison 2010/2011 seine 179. Spielzeit und darüber hinaus das Jubiläum der 300-jährigen Theatertradition in Darmstadt. Hervorgegangen ist das Staatstheater aus dem früheren Landestheater, das auf eine lange Tradition in der großherzoglichen, ehemals landgräflichen Residenz Darmstadt zurückblickt. Die langjährige Theatertradition der Stadt begann im 17. Jahrhundert, als Ritterspiele und Singballette zum Bestandteil des höfischen Zeremoniells der Landgrafen gehörten. Für die Bevölkerung bot sich Theater durch reisende Schauspielertruppen dar, die hin und wieder ihre Bühnen in der Residenzstadt aufbauten. Auf Wunsch der Landgräfin Elisabeth Dorothea entstand das erste Theatergebäude in Darmstadt. Die Reithalle am Herrngarten wurde in ein „Komödienhaus“ umgebaut, und 1711 – nach nochmaligem Umbau durch den Architekten Louis Rémy de La Fosse – eröffnete man mit Christoph Graupners Oper Telemach das repräsentative Theatergebäude. Dieses Barocktheater blühte jedoch nur kurze Zeit, da finanzielle Krisen den Theaterbetrieb weitgehend zum Erliegen brachten.

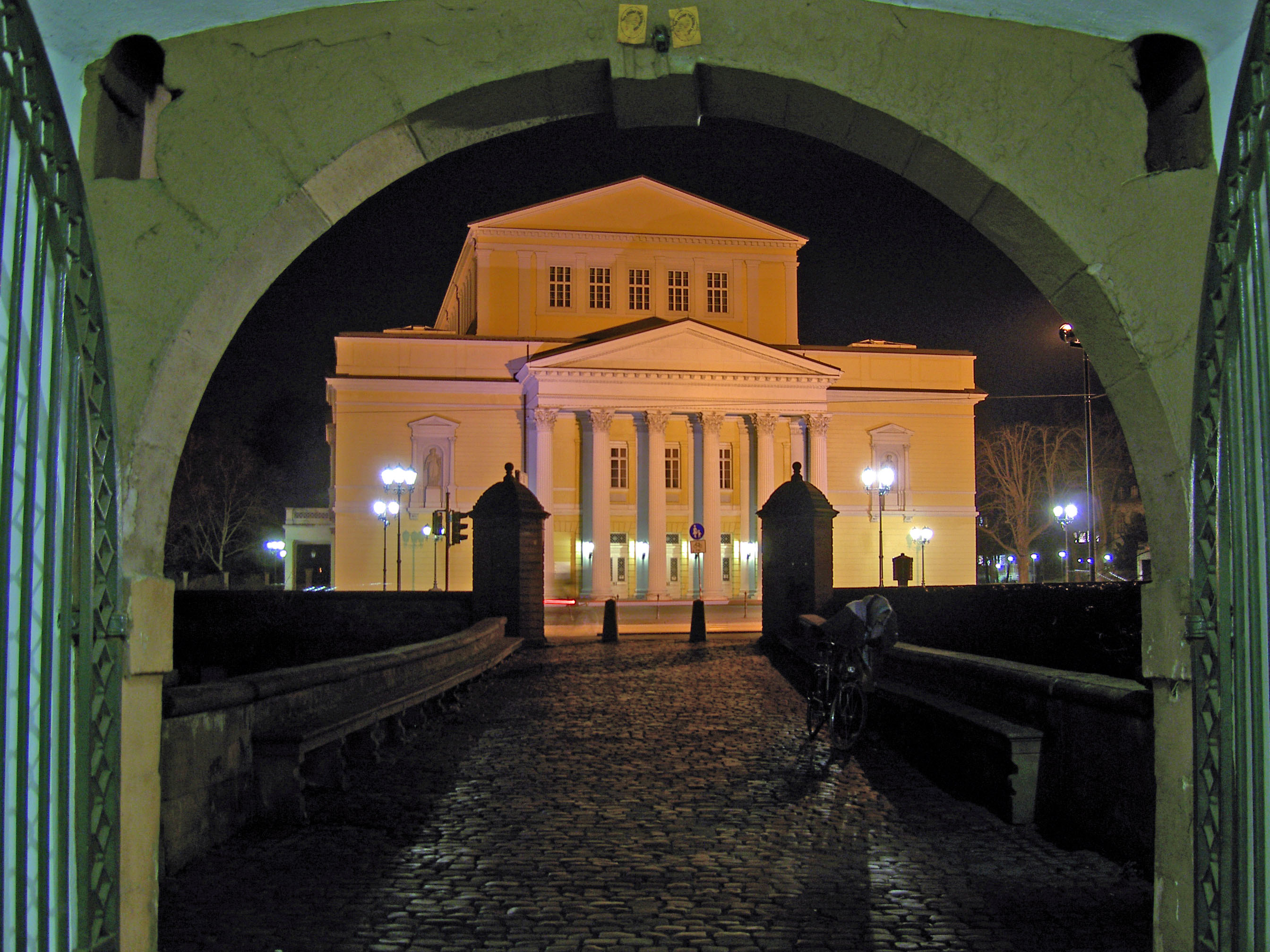
Hoftheater von Moller, ab 1993 Staatsarchiv

Erst ein knappes Jahrhundert später begründete Großherzog Ludewig I. ein Hoftheater, das allen Bevölkerungsgruppen offenstehen sollte. Das durch den Architekten Georg Moller erbaute und 1819 eröffnete Theatergebäude wies 1800 Sitzplätze – Darmstadt hatte damals knapp 20.000 Einwohner – und eine aufwändigen Bühnentechnik auf. Trotz weiterer finanzieller Engpässe in den Jahren 1830 bis 1848 wurde das Theater bis 1871 fast durchgehend bespielt und feierte mit prachtvoll ausgestatteten Opernaufführungen viel beachtete Erfolge. Aufgrund der Unaufmerksamkeit eines Beleuchters brannte das Theater 1871 vollständig aus und konnte erst 1879 wiedereröffnet werden. 1904/05 wurde es im Inneren durch die Wiener Theaterarchitekten Hermann Helmer und Ferdinand Fellner umgebaut. Auf Einladung Großherzog Ernst Ludwigs wurde Felix von Weingartner 1914 zum Generalmusikdirektor des Hoftheaters berufen und brachte dort seine Oper Kain und Abel zur Uraufführung.
1919 wandelte sich das Hoftheater zum Landestheater. Das ehemalige landgräfliche Opernhaus wurde zum Kleinen Haus. Der Intendant Gustav Hartung (1920–1924 und 1931–1933) lehnte das bürgerliche Illusionstheater ab und machte das Darmstädter Theater mit Uraufführungen moderner Autoren und aufsehenerregenden Klassiker-Inszenierungen landesweit bekannt. Zu Beginn der nationalsozialistischen Herrschaft wurde Hartung über Nacht zur Flucht gezwungen, und auch die 20-jährige Schauspielerin Lilli Palmer, die später zu Weltruhm gelangte, musste das Haus wegen ihrer jüdischen Herkunft verlassen und emigrierte 1934 nach Paris. In der Nacht vom 11. auf den 12. September 1944 wurden beide Häuser des Theaters durch den Luftangriff auf Darmstadt zerstört. Nach dem Ende des Zweiten Weltkrieges wurde in der Orangerie zunächst eine provisorische Spielstätte geschaffen, in der das Theater fast drei Jahrzehnte blieb. Den Intendanten Gustav Rudolf Sellner (1951–1961) und Gerhard F. Hering (1961–1971) gelang es insbesondere im Schauspiel, an die Tradition Gustav Hartungs und seine Erfolge anzuknüpfen.

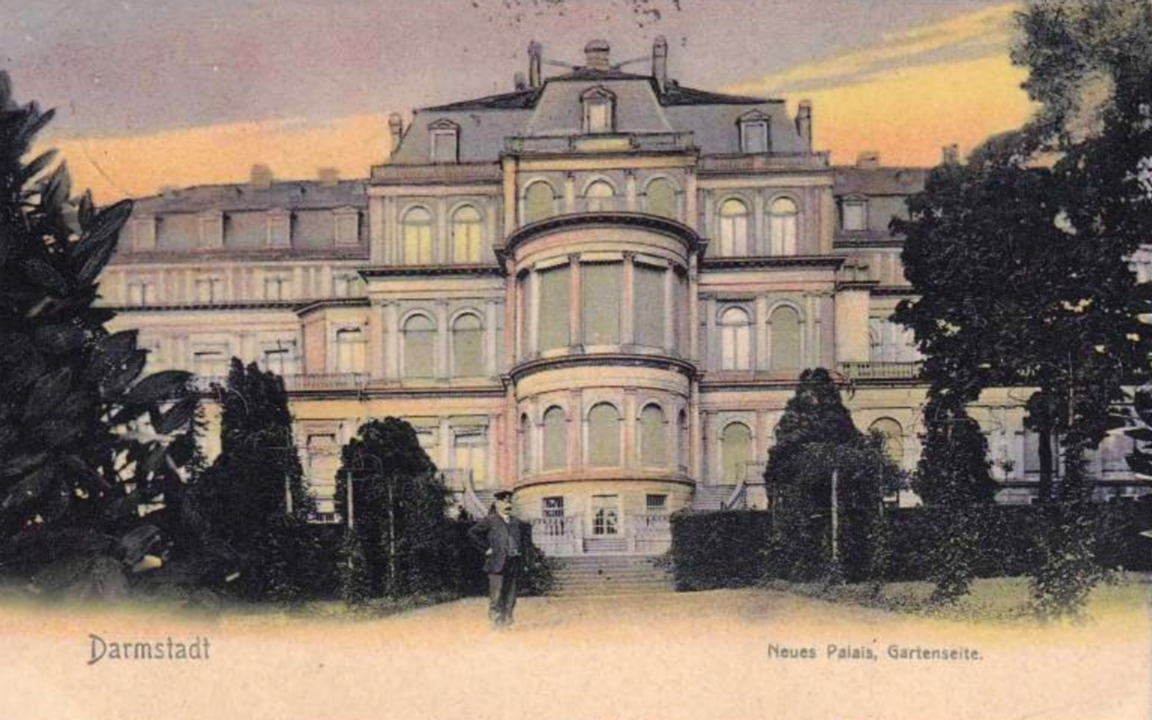
Neues Palais, 1944 schwer beschädigt, 1955 abgerissen

Die Umbenennung in Staatstheater erfolgte 1972, als das Theater in den Neubau des Darmstädter Architekten Rolf Prange (1919–2006) am Georg-Büchner-Platz umzog, der 1963 den bundesweiten Architektenwettbewerb gewonnen hatte. Der Neubau wurde auf dem Gelände des ehemaligen Palaisgartens des zerstörten Neuen Palais errichtet. Das Gebäude, das drei Bühnen sowie alle Werkstätten und einen großen Teil der Kulissenmagazine unter einem Dach beherbergt, kostete über 70 Millionen DM. Es wurde in den Jahren 2002 bis 2006 nach Plänen des Architekturbüros Lederer+Ragnarsdóttir+Oei für rund 70 Millionen Euro grundinstandgesetzt. Dabei wurde die Bühnentechnik des Großen Hauses vollständig erneuert sowie Brandschutz und Arbeitssicherheit verbessert. Ein neues Eingangsbauwerk verbindet nun die Tiefgarage des Theaters mit den neu gestalteten und sanierten Foyers und der Foyerterrasse. Ein Teil der Tiefgarage wurde zur Studiobühne Kammerspiele umgebaut.
Das Kleine Haus wird seit 2019 unter der Leitung von AtelierAchatzArchitekten aus München komplett saniert.

## Historische Quellen
Ein großer Teil des historisch bedeutsamen Schriftguts des Staatstheaters Darmstadt liegt heute im Hessischen Staatsarchiv Darmstadt, das seinen Sitz im ehemaligen Theatergebäude hat. Der Bestand (G 55 Landestheater Darmstadt) enthält unter anderem Personalakten von Künstlern, aber auch Korrespondenz der Intendanz, Spielpläne und Werkakten von Oper und Schauspiel. Die Unterlagen stammen aus der Zeit nach 1872. Die älteren Akten der Hoftheater- und Hofmusikverwaltung befinden sich im Bestand des Hofmarschallamtes (Bestand D 8) sowie in der Kabinettsregistratur (Bestand D 12). Die Bestände sind erschlossen und können größtenteils online recherchiert werden.

## Intendanten (Auswahl)
- 1848–1849: Philipp von Lehrbach
- 1849–1850: Wilhelm Mangold
- 1850–1872 und 1876–1878: Carl Tescher
- 1878–1894: Thomas Wünzer
- 1894–1912: Emil Werner
- 1913–1918: Paul Eger
- 1918–1919: Adolf Krätzer[14]
- 1920–1924: Gustav Hartung[14]
- 1924–1927: Ernst Legal
- 1927–1931: Carl Ebert
- 1931–1933: Gustav Hartung
- 1934–1944: Franz Everth[14]
- 1946–1948: Walter Jockisch
- 1951–1961: Gustav Rudolf Sellner
- 1961–1971: Gerhard F. Hering
- 1972–1976: Günther Beelitz
- 1976–1984: Kurt Horres
- 1984–1991: Peter Brenner
- 1991–1996: Peter Girth
- 1996–2004: Gerd-Theo Umberg
- 2004–2014: John Dew
- seit 2014: Karsten Wiegand

## Generalmusikdirektoren seit 1914
- 1914–1919: Felix von Weingartner
- 1919–1925: Michael Balling
- 1925–1927: Joseph Rosenstock
- 1927–1931: Karl Böhm
- 1931–1933: Hans Schmidt-Isserstedt, Karl Maria Zwißler
- 1933–1937: Karl Friedrich[15]
- 1938–1944: Fritz Mechlenburg
- 1963–1994: Hans Drewanz
- 1995–2001: Marc Albrecht
- 2001–2009: Stefan Blunier
- 2009–2012: Constantin Trinks
- 2012–2014: Martin Lukas Meister
- 2014–2018: Will Humburg
- seit 2018: Daniel Cohen

## Ehrenmitglieder (Auswahl)
- Karl Böhm (Generalmusikdirektor von 1927 bis 1931)
- Harro Dicks (Operndirektor von 1951 bis 1976)
- Hans Drewanz (Generalmusikdirektor von 1963 bis 1994)
- George Maran (Charaktertenor von 1956 bis 1995)
- Gustav Rudolf Sellner (Intendant von 1951 bis 1961)
- Käthe Gothe (Schauspielerin)

## Sänger und Schauspieler
Am Staatstheater Darmstadt traten oder treten u. a. folgende Schauspieler, Sänger und Gäste auf:
- Erwin Aljukic
- Marie Helene Anschütz
- Charlotte Asendorf
- Elisabeth Baulitz
- Jana Baumeister
- Susanne Burkhard
- Elisabeth Degen
- Timo Dentler
- Jochen Döring
- Christian Elsner
- Georg Festl
- Markus Frank
- Katrin Gerstenberger
- Michael Greiling
- Megan Marie Hart
- Jürgen Hartmann
- Hans-Joachim Heist
- Elisabeth Hornung
- Rolf Idler
- Solgerd Isalv
- Christian Klischat
- Samuel Koch
- Sebastian Koch
- Yana Robin La Baume
- Cathrin Lange
- Leander Lichti
- Tino Lindenberg
- Sona MacDonald
- George Maran
- Christine Merthan
- Mary-Ellen Nesi
- Christiane Pauli
- Wilfried Plate
- Michael Quast
- Jean Renshaw
- Wieland Satter
- Rudolf Schasching
- Horst Schäfer
- Jens Schäfer
- Frank Leo Schröder
- Peter Sonn
- Lore Stefanek
- Günter Strack
- Robert Stromberger
- Fitz van Thom
- Dirk Weiler
- Juliana Zara